# 마르타 밀란스
마르타 밀란스(Marta Milans, 1984년 4월 19일 ~ )는 스페인의 배우이다.
마드리드에서 태어났다.

## 방송
- 킬러 위민

## 영화
- 애셔 (2018년) - 마리나 역
- 더 위저드 오브 라이스 (2017년)
- 킬러 위민 (2014년)
- 엘리노어 릭비: 그남자 그여자 (2014년) - 포이베 역
- 엘리노어 릭비: 그 남자 (2013년) - 포이베 역
- 디바워드 (2012년)
- 셰임 (2011년) - 칵테일 웨이트리스 역
- 블루스킨 (2010년) - 카를로타 역